# Rhodostrophia inaffectata
Rhodostrophia inaffectata är en fjärilsart som beskrevs av Louis Beethoven Prout 1938. Rhodostrophia inaffectata ingår i släktet Rhodostrophia och familjen mätare. Inga underarter finns listade.